# Cylisticus lobatus
Cylisticus lobatus là một loài chân đều trong họ Cylisticidae. Loài này được miêu tả khoa học năm 1985 bởi Ferrara & Taiti.